# N-(4-hidroxifenil)-propionamida
N-(4-hidroxifenil)-propionamida é o composto químico orgânico de fórmula C9H11NO2, SMILES OC1=CC=C(C=C1)NC(CC)=O e massa molecular 165,19001. É classificado com o número CAS 1693-37-4.